# Abderrahmane Medjadel
Abderrahmane Medjadel (en arabe : عبد الرحمن مجادل) est un footballeur algérien né le 1er juillet 1998 à Tighennif dans la wilaya de Mascara. Il évolue au poste de gardien de but à l'ASO Chlef.

## Carrière

### En clubs
Il s'engage, en 2017, avec le GC Mascara.
En 2019, il signe à l'Olympique de Médéa, où il joue son premier match, en première division algérienne, le 26 janvier 2021, contre l'Entente sportive sétifienne.
En 2021, il signe un bail de trois saisons, avec la formation algéroise du Paradou AC.
La JS Kabylie rachète sa lettre de libération, au Paradou AC, en 2022. Il paraphe un contrat de deux saisons, au profit du club kabyle. Il prend part à la Ligue des champions de la CAF 2022-2023, avec la JSK, où il joue un total de sept matchs, aidant le club à atteindre les quarts de finale de la compétition, pour la première fois en 13 ans. Il résilie son contrat, avec les Canaris, à la fin de la saison 2022-2023.

### En équipe nationale
En 2021, il participe avec l'équipe nationale d'Algérie à la Coupe arabe de la FIFA 2021. Lors de cette compétition organisée au Qatar, il officie comme gardien remplaçant et ne joue aucune minute. L'Algérie remporte le tournoi en battant la Tunisie en finale.

## Palmarès

### En club
- Vainqueur du Championnat d'Algérie de deuxième division avec l'Olympique de Médéa en 2020.

### En équipe nationale
- Vainqueur de la Coupe arabe de la FIFA avec l'équipe nationale d'Algérie en 2021.